# Metoda Malawskiego
Metoda Malawskiego – metoda fizjoterapii stosowana do leczenia niskostopniowych skolioz opracowana przez prof. Stefana Malawskiego.
Punktem wyjścia do opracowania tej metody były spostrzeżenia Malawskiego dotyczące powstawania skolioz. Według niego podłożem skoliozy jest przykurcz i zwyrodnienie mięśni krótkich i więzadłowych połączeń kręgosłupa, dopełniony przez przykurcz połączeń więzadłowych segmentów i czynnościowe skrócenie mięśni długich po wklęsłej stronie skrzywienia. Leczenie tą metodą ma na celu przeciwdziałanie przykurczowi oraz spowodowanie zniesienia przykurczu, głównie więzadłowych połączeń kręgosłupa. Osiąga się to za pomocą czynno-biernej gimnastyki zgięciowo-rotacyjnej, uzupełnioną derotacyjną gimnastyką segmentarną oraz sterowania napięciem mięśni kręgosłupowych przez odpowiednie ustawienie miednicy. Według autora wzmacnianie mięśni długich, m.in. mięśnia prostownika grzbietu jest szkodliwe, ponieważ utrwala przykurcz miękkich elementów krzywizny i powoduje pogorszenie się skrzywienia.
Stefan Malawski zaleca:
- Podwyższenie obcasa buta po wypukłej stronie skrzywienia do takiej wysokości, aby w pozycji stojącej wyraźnie zmniejszyło się skrzywienie lub znikło. Wymusza to skośne ustawienie kości krzyżowej oraz zwiększenie przodopochylenia miednicy i w rezultacie łagodne napięcie przykurczonych mięśni po wklęsłej stronie skrzywienia, a tym samym przywrócenie prawidłowego napięcia spoczynkowego pozostałym układom mięśniowym. Przodopochylenia miednicy unika się w skoliozach lędźwiowych.
- Gimnastykę zgięciową, która składa się z elementów:
  - statycznych
    - siedzenie w kucki z kolanami pod brodą (kilka razy dziennie przez kilkanaście minut)
    - „zwijanie się” na lasce gimnastycznej w kłębek
    - zwisy przez poręcz (podparcie na miednicy)
    - siedzenie z rękami założonymi na kolana
    - leżenie bokiem na wałku (2-3 razy dziennie przez kilka minut)

  - dynamicznych, do których należą ćwiczenia izometryczne i izotoniczne obejmujące zgięcie kręgosłupa oraz rotację jego segmentów, takie jak
    - Skłony tułowia z pozycji stojącej z dotknięciem palcami rąk do podłoża i stopniowym przesuwaniem rąk do tyłu za pięty (15-17 razy)
    - Opad tułowia w przód, ramiona opuszczone w dół, skłony tułowia raz w lewą, raz w prawą stronę (15-17razy)
    - Stanie w rozkroku, ręce na biodrach, skłony tułowia raz w lewą, raz w prawą stronę (15-17 razy)
    - Stanie w rozkroku, skłon tułowia w stronę wypukłą skrzywienia, ramiona na biodrach, skręty tułowia raz w lewą raz w prawą stronę (15-17 razy)
    - Siedzenie rozkroczne na krześle z nogami założonymi za przednie nogi i skręty tułowia w obie strony (15-17 razy)
    - Klęk prosty, lekki opad tułowia w przód, skręty tułowia raz w lewą, raz w prawą stronę (15-17 razy)
    - Chodzenie na czworakach, ręce i nogi wyprostowane
    - Zwis na rękach, wznosy złączonych nóg w górę

Znajdują się tu także:
- Pływanie na grzbiecie
- Huśtanie się na huśtawce stojąc (z zachowaniem ostrożności)
- Jazda na rowerze z wysokim siodełkiem i nisko opuszczoną kierownicą, tak aby odcinek kręgosłupa był w hiperkyfozie, a stopy dotykały pedałów końcami palców

Ponadto zaleca się :
- chodzenie w butach o miękkiej podeszwie
- noszenie lekkiego, dostosowanego do pory ubrania
- unikanie zbyt długiego siedzenia
- spanie na sztywnym, ale elastycznym podłożu (możliwie na boku wklęsłym ze zgiętymi stawami biodrowymi i kolanowymi)
- unikanie noszenia nadmiernych ciężarów w jednej ręce (ponad 3–5 kg)
- unikanie forsownych ćwiczeń na lekcji wychowania fizycznego